# Chris Poland
Christopher Poland (Dunkirk (Nova Iorque), 1 de dezembro de 1957) é um músico estadunidense, mais conhecido por ter sido guitarrista do Megadeth. Poland se inspirava muito em jazz fusion para criar seus solos. Pouco se sabe sobre ele antes do Megadeth, porém ele e Gar Samuelson tinham uma banda de jazz fusion e já tocavam juntos havia muitos anos. Poland, ao entrar no Megadeth, gravou dois discos: o álbum de estréia Killing Is My Business... And Business Is Good! de 1985 e Peace Sells... But Who's Buying de 1986. Em 1987, Poland e Samuelson foram expulsos da banda depois de serem acusados de vender equipamentos do grupo para comprar heroína após uma apresentação no Havaí.
Dave Mustaine, nas apresentações do Megadeth, costumava dedicar a canção Liar ("mentiroso"), do álbum So Far, So Good... So What!, a Chris Poland.[carece de fontes?]
Em 2004, Poland retornou ao Megadeth para gravar o álbum The System Has Failed, porém optou por não ser guitarrista em tempo integral. Glen Drover ocupou o lugar de Poland nas turnês.

## Discografia

### Álbuns solo
- 1990: Return to Metalopolis
- 2000: Chasing the Sun
- 2000: Rare Trax (coletânea)
- 2007: Return to Metalopolis Live (ao vivo)

### Com Megadeth
- 1985: Killing Is My Business... and Business Is Good!
- 1986: Peace Sells... But Who's Buying?
- 1990: Rust in Peace (Os solos de Poland aparecem nas gravações demos de "Holy Wars... The Punishment Due", "Take No Prisoners", e "Rust in Peace... Polaris", que foram lançadas como faixas bônus da remasterização em 2004)
- 2000: Capitol Punishment: The Megadeth Years (coletânea)
- 2004: The System Has Failed
- 2005: Greatest Hits: Back to the Start (coletânea)
- 2007: Warchest (compilation)
- 2008: Anthology: Set the World Afire (coletânea)

### Com Damn the Machine
- 1993: Damn the Machine

### Com Mumbo's Brain
- 1995: Excerpts From The Book Of Mumbo

### Com Lamb of God
- 2003: As the Palaces Burn
- 2004: Ashes of the Wake

### Com OHM
- 2003: OHM
- 2004: "Live" On KPFK 90.7 FM
- 2005: Amino Acid Flashback
- 2006: Live at the New Brookland Tavern (DVD)
- 2008: Circus of Sound

### Com OHMphrey
- 2009: OHMphrey
- 2012: Posthaste

### Com Polcat
- 2012: Polcat

### Outras aparições
- 2009: Guitars That Ate My Brain
- 2009: Misty Mountain Hop: A Millennium Tribute to Led Zeppelin
- 2012: Plains of Oblivion - Jeff Loomis
- 2015: Tourniquet - Onward to Freedom (Faixa "The Slave Ring")
- 2018: Tourniquet - Gazing at Medusa (nas Faixas "Gazing at Medusa" e "Sinister Scherzo")